# Världsmästerskapen i bågskytte 1952
Världsmästerskapen i bågskytte 1952 arrangerades i Bryssel i Belgien mellan den 23 och 26 juli 1952.

## Medaljsummering

### Recurve
| Event                          | Guld                    | Silver              | Brons                    |
| Herrarnas individuella tävling | Stellan Andersson (SWE) | Bror Lundgren (SWE) | Einar Tang-Holbeck (DEN) |
| Damernas individuella tävling  | Jean Lee (USA)          | Jean Richards (USA) | Dorothy Hinton (GBR)     |
| Herrarnas lag                  | Sverige                 | Danmark             | Storbritannien           |
| Damernas lag                   | USA                     | Storbritannien      | Sverige                  |

### Medaljtabell
| Pl. | Nation         | Guld | Silver | Brons | Totalt |
| --- | -------------- | ---- | ------ | ----- | ------ |
| 1   | Sverige        | 2    | 1      | 1     | 4      |
| 2   | USA            | 2    | 1      | -     | 3      |
| 3   | Storbritannien | -    | 1      | 2     | 3      |
| 4   | Danmark        | -    | 1      | 1     | 2      |